# Merhawi Kudus
Merhawi Kudus Ghebremedhin (Asmara, 23 de gener de 1994) és un ciclista eritreu, professional des del 2014. En el seu palmarès destaca el Tour de Rwanda de 2019. Va prendre part en els Jocs Olímpics d'Estiu de 2020.

## Palmarès
- 2012
  - Vencedor d'una etapa al Tour de Ruanda
- 2013
  - 1r a la Freccia dei Vini
  - Vencedor d'una etapa al Tour d'Eritrea
- 2015
  - Campió d'Àfrica de contrarellotge per equips, amb Mekseb Debesay, Natnael Berhane i Daniel Teklehaimanot
  - Campió d'Àfrica sub-23 en contrarellotge
  -  Campió d'Eritrea sub-23 en contrarellotge
- 2019
  - 1r al Tour de Rwanda i vencedor de 2 etapes
- 2021
  -  Campió d'Eritrea en contrarellotge
- 2022
  -  Campió d'Eritrea en ruta
- 2024
  - 1r al Tour de l'Ijen i vencedor d'una etapa

### Resultats a la Volta a Espanya
- 2014. 92è de la classificació general
- 2016. 38è de la classificació general
- 2017. Abandona (7a etapa)
- 2018. 31è de la classificació general
- 2020. 58è de la classificació general
- 2022. 79è de la classificació general

### Resultats al Tour de França
- 2015. 84è de la classificació general

### Resultats al Giro d'Itàlia
- 2016. 37è de la classificació general
- 2022. 61è de la classificació general

## Enllçaos externs
- Fitxa a cyclingarchives.com
- Fitxa a cyclebase.nl
- Fitxa a museociclismo.it
- Fitxa a procyclingstats